# Filialkirche Gösseling

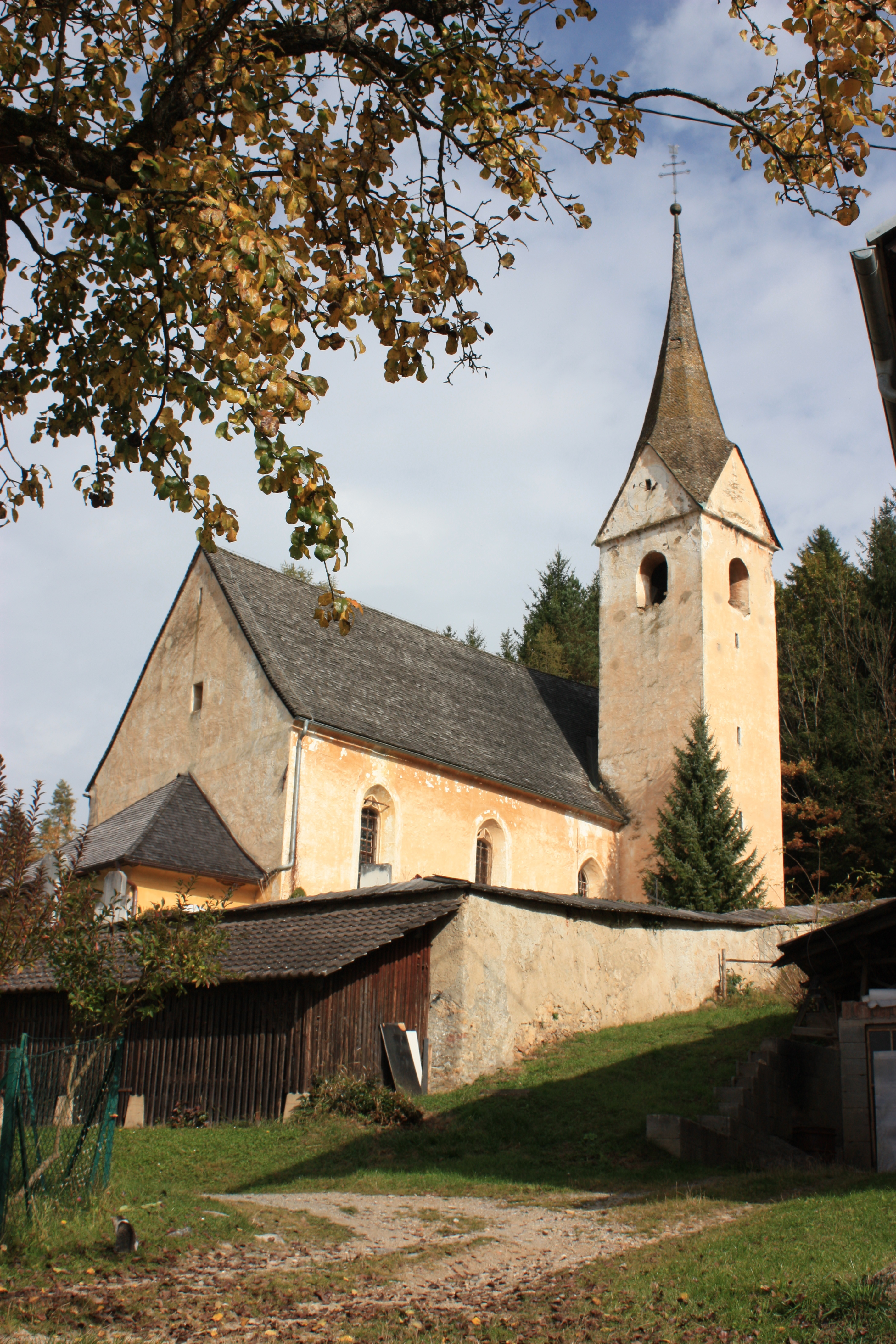

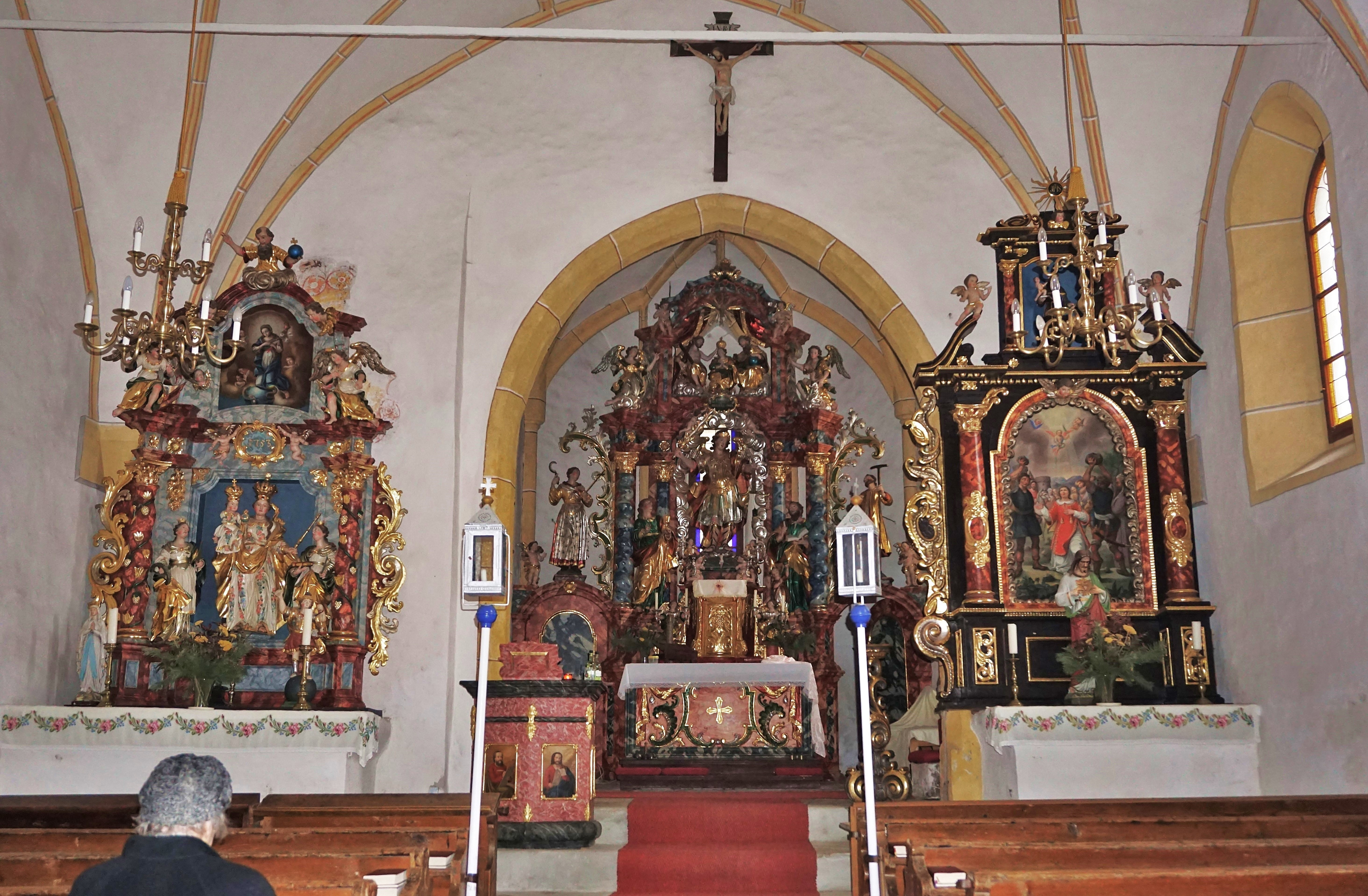
Innenansicht

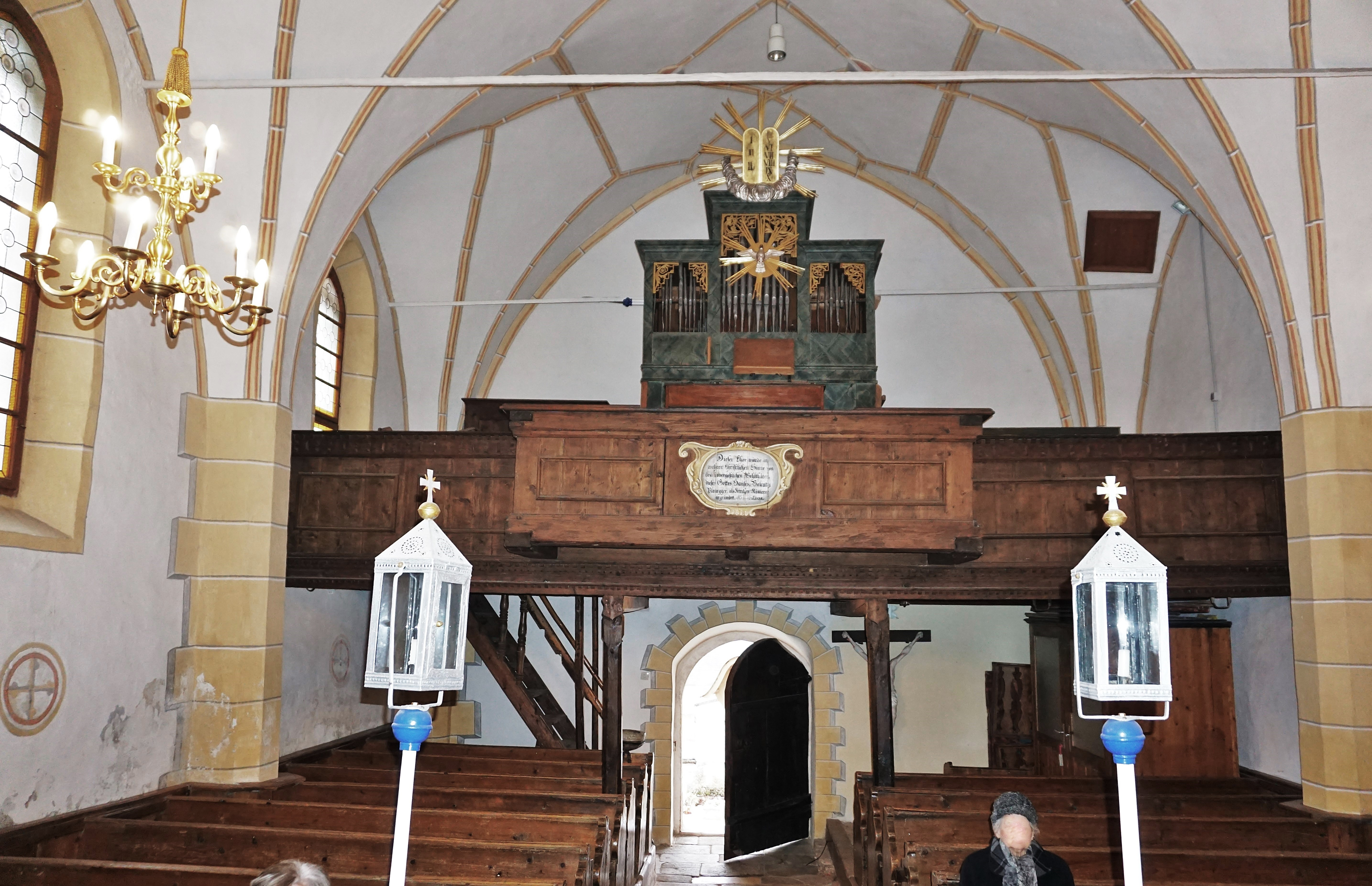
Die Orgelempore

Die römisch-katholische Filialkirche Gösseling in der Gemeinde St. Georgen am Längsee ist dem heiligen Michael geweiht. Sie gehört zur Pfarre Launsdorf. In einer Urkunde wird der Bau der ehemaligen Pfarrkirche 1534 als vollendet bezeichnet. 1781 wurde Gösseling noch als Pfarre genannt. Die Kirche samt Friedhof steht unter Denkmalschutz (Listeneintrag).

## Bauwerk
Die von einer Friedhofsmauer umgebene Kirche ist ein spätgotischer Bau aus dem ersten Drittel des 16. Jahrhunderts. Der Turm im südlichen Chorwinkel besitzt rundbogige Schallöffnungen und wird von einem achtseitigen Spitzhelm bekrönt. Die Sakristei befindet sich an der Nordseite des Chores. Am Langhaus sind Reste eines gemalten Maßwerkfrieses, von gemaltem, gotischem Architekturdekor sowie am Giebel der Westfassade Fugenmalerei erhalten. Das abgefaste, spätgotische Westportal wird von einer Vorhalle des 20. Jahrhunderts geschützt. Im Jahre 2016 erfolge eine umfassende Außenrenovierung.
Im Langhaus ruht ein Netzgratgewölbe mit stuckierten Graten und Tartschen auf polygonalen Wandpfeilern. Der spitzbogige, abgefaste Triumphbogen verbindet das Langhaus mit dem um fünf Stufen erhöhten Chor, der nach Süden aus der Achse verschoben ist. In dem einjochigen Chor mit Fünfachtelschluss erhebt sich ein Netzrippengewölbe auf Runddiensten. Ein spätgotisches Spitzbogenportal mit einer Eisenplattentür führt in die Sakristei.

## Einrichtung

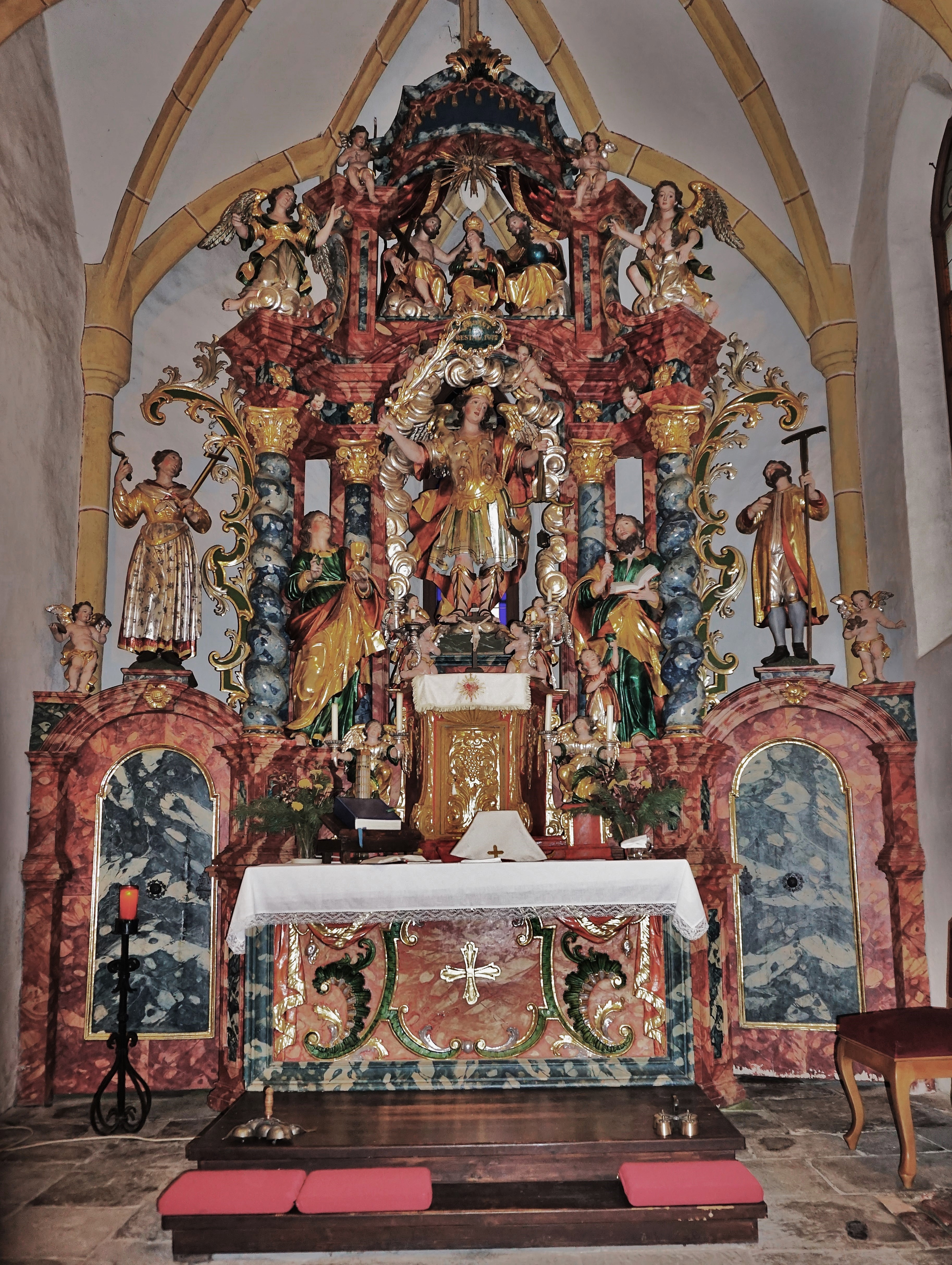
Der Höchaltar

Auf dem barocken Hochaltar mit Opfergangsportalen stehen die Figuren der Heiligen Michael, Barbara, Matthäus, Notburga und Isidor. Die Figurengruppe im Aufsatz zeigt die Krönung Mariens. Der Altar wurde 1755 erbaut und 1972 restauriert.
Der linke Seitenaltar, ein Marienaltar entstand 1753. Im Schrein des barocken Altars steht eine gekrönte Madonna mit gekröntem Kind auf dem Arm. Assistenzfiguren sind links die hl. Barbara, recht eine Heilige mit Buch und Märtyrerpalme. Das Gemälde im Aufsatz zeigt eine Maria Immaculata. Bekrönt wird der Altar von einer Halbfigur Gottvaters.
Der um 1660 errichtete rechte Seitenaltar zeigt am Altarblatt die Steinigung des hl. Stephanus. Im Schrein der kleinen Aufsatz-Ädikula im gesprengten Giebel steht eine Figur des hl. Antonius von Padua.
Von der um 1770 entstandenen, spätbarocken Kanzel ist nur mehr der Korb vorhanden und dient als Verkündigungspult. In den vier Feldern sind die vier Evangelisten dargestellt.
Zur weiteren Ausstattung der Kirche zählen ein spätgotischer Taufstein, ein steinernes Weihwasserbecken von 1645 sowie barockes Kirchengestühl.

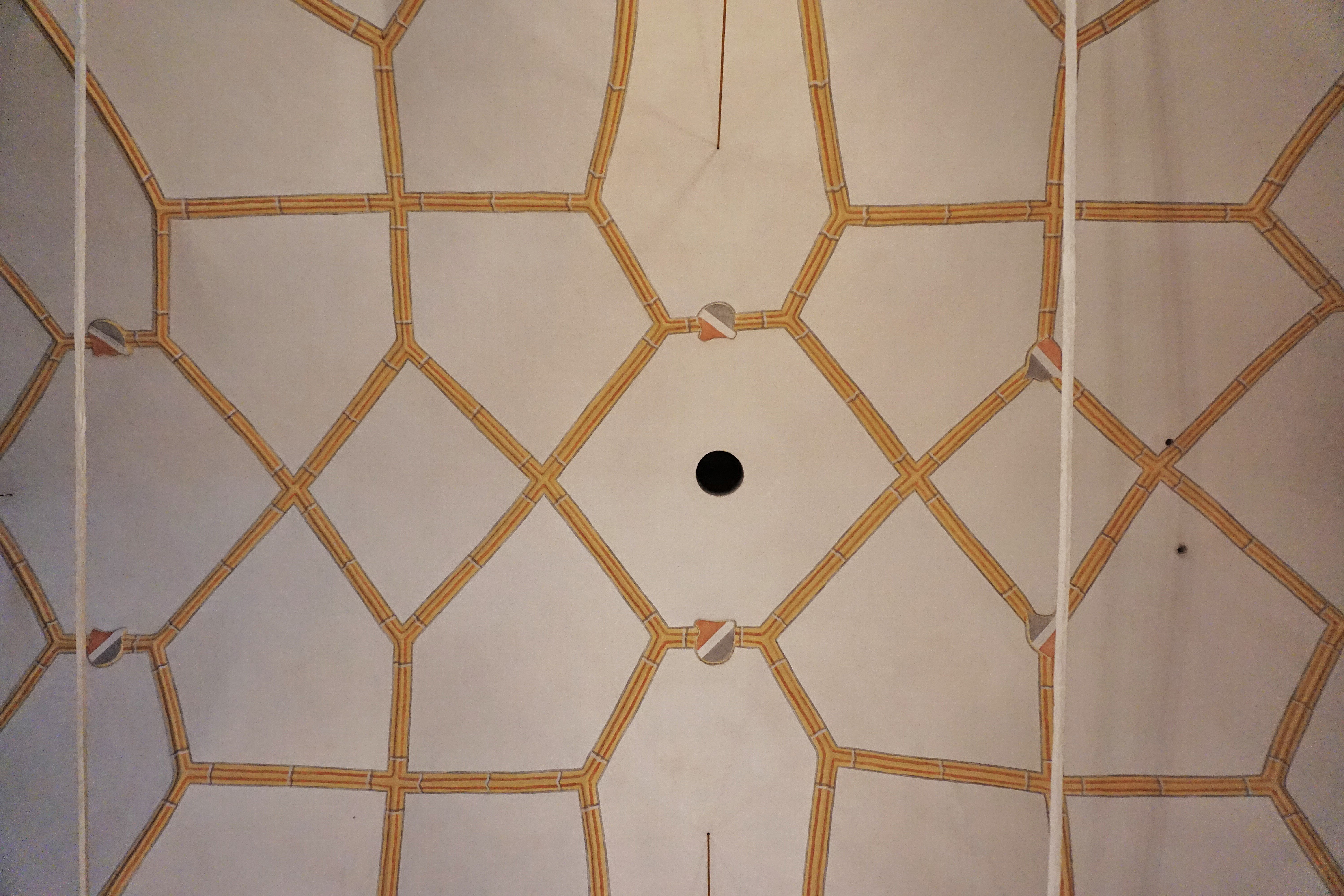
Netzgratgewölbe
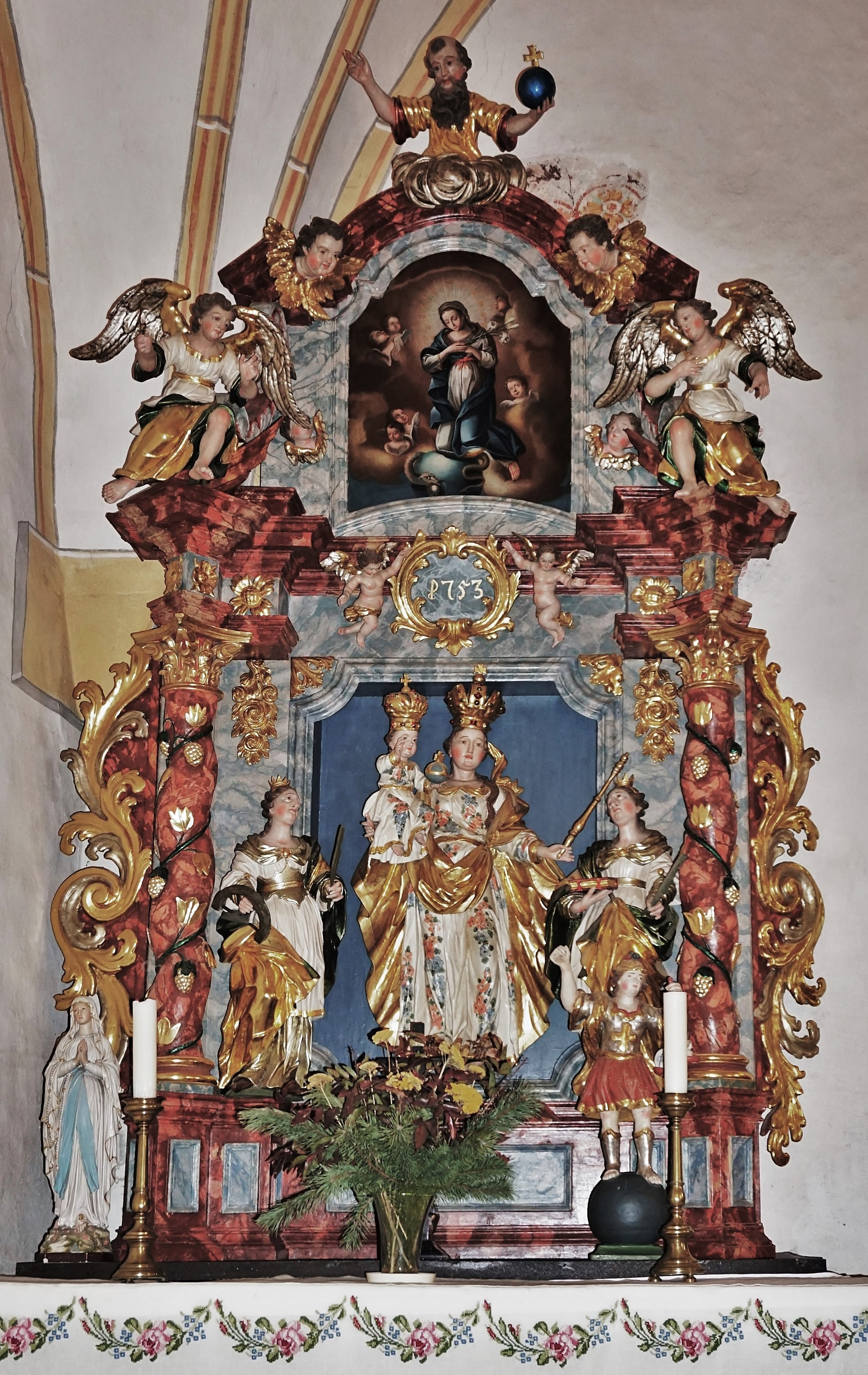
Marienaltar
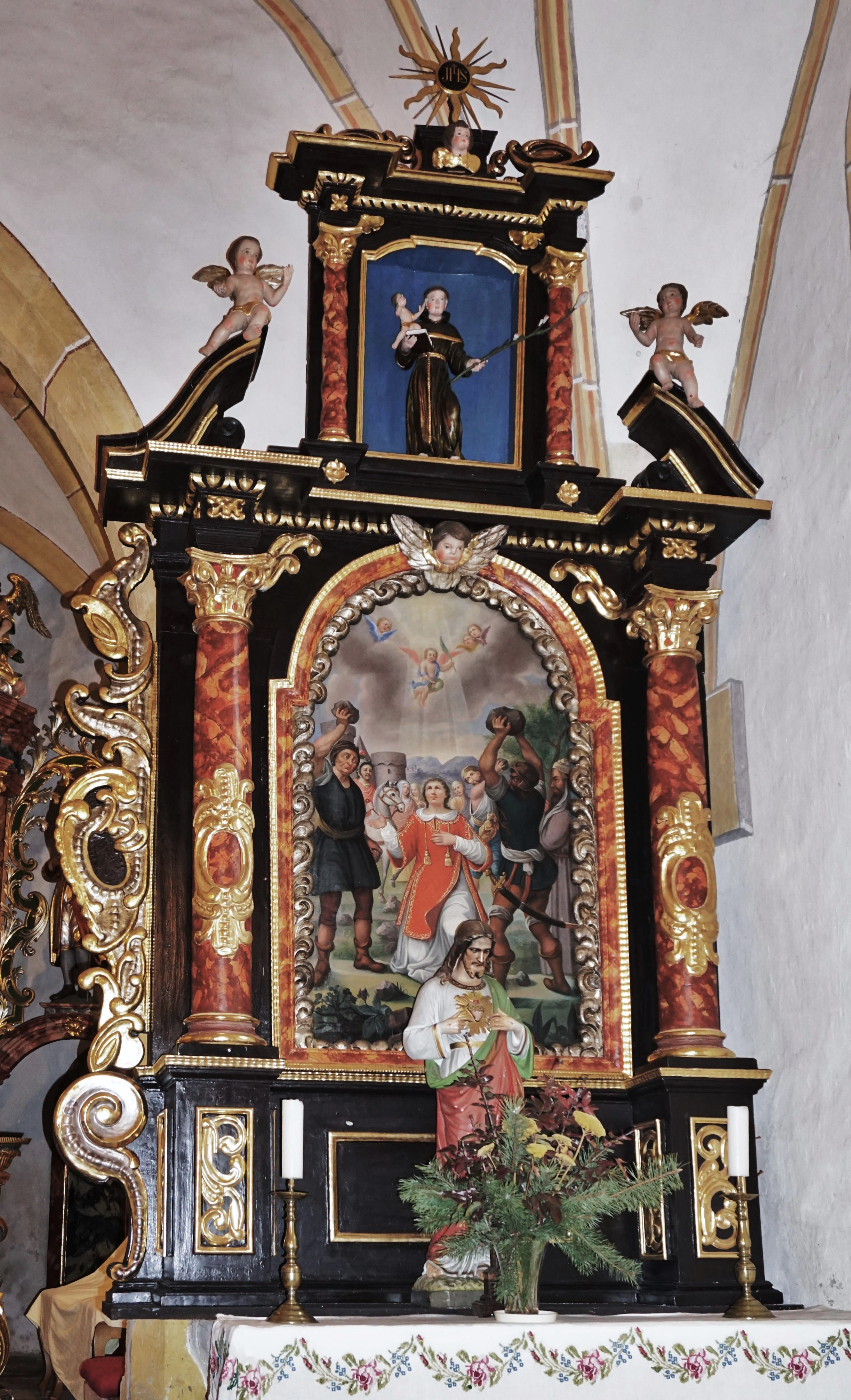
Stephanusaltar
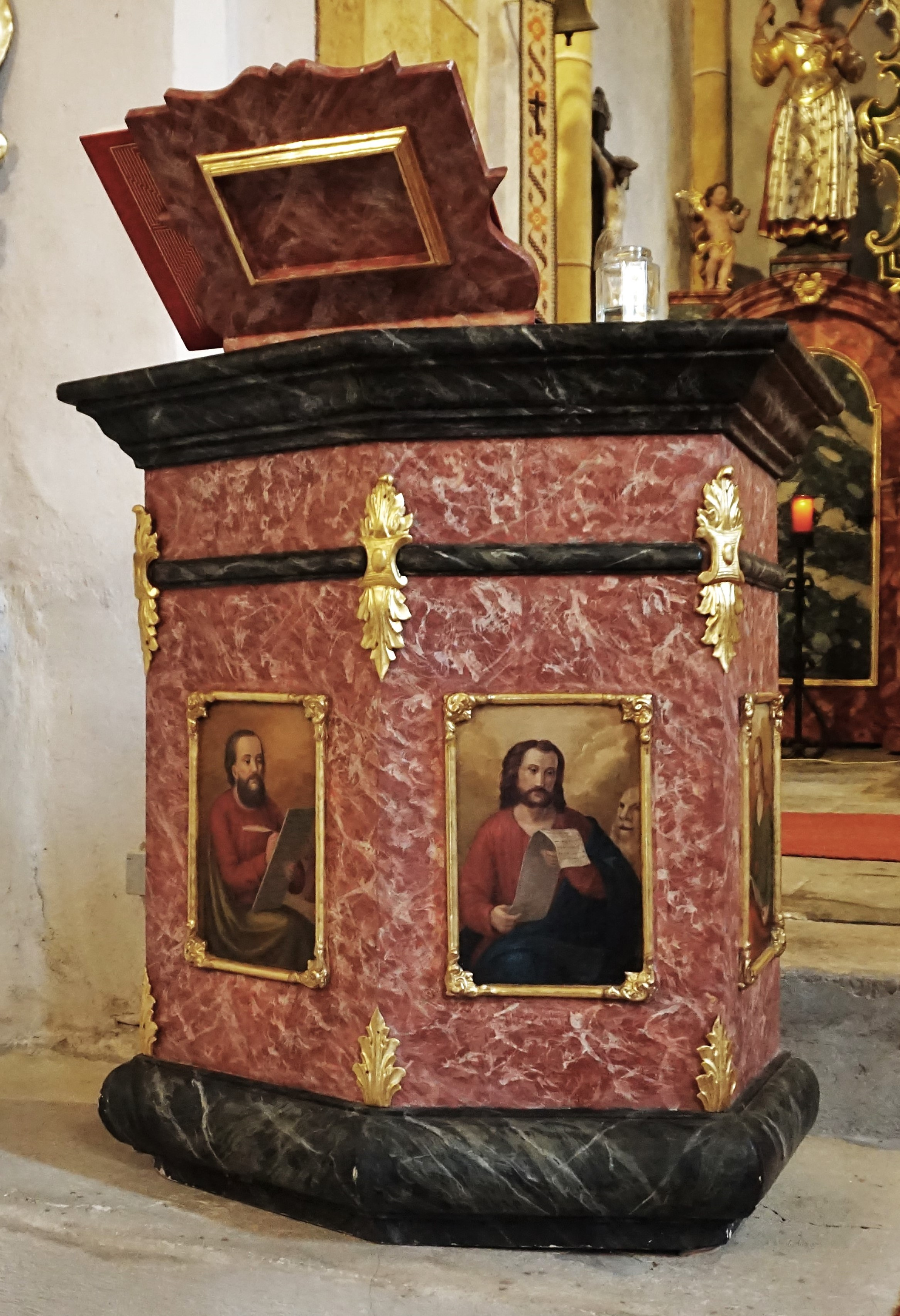
Verkündigungspult
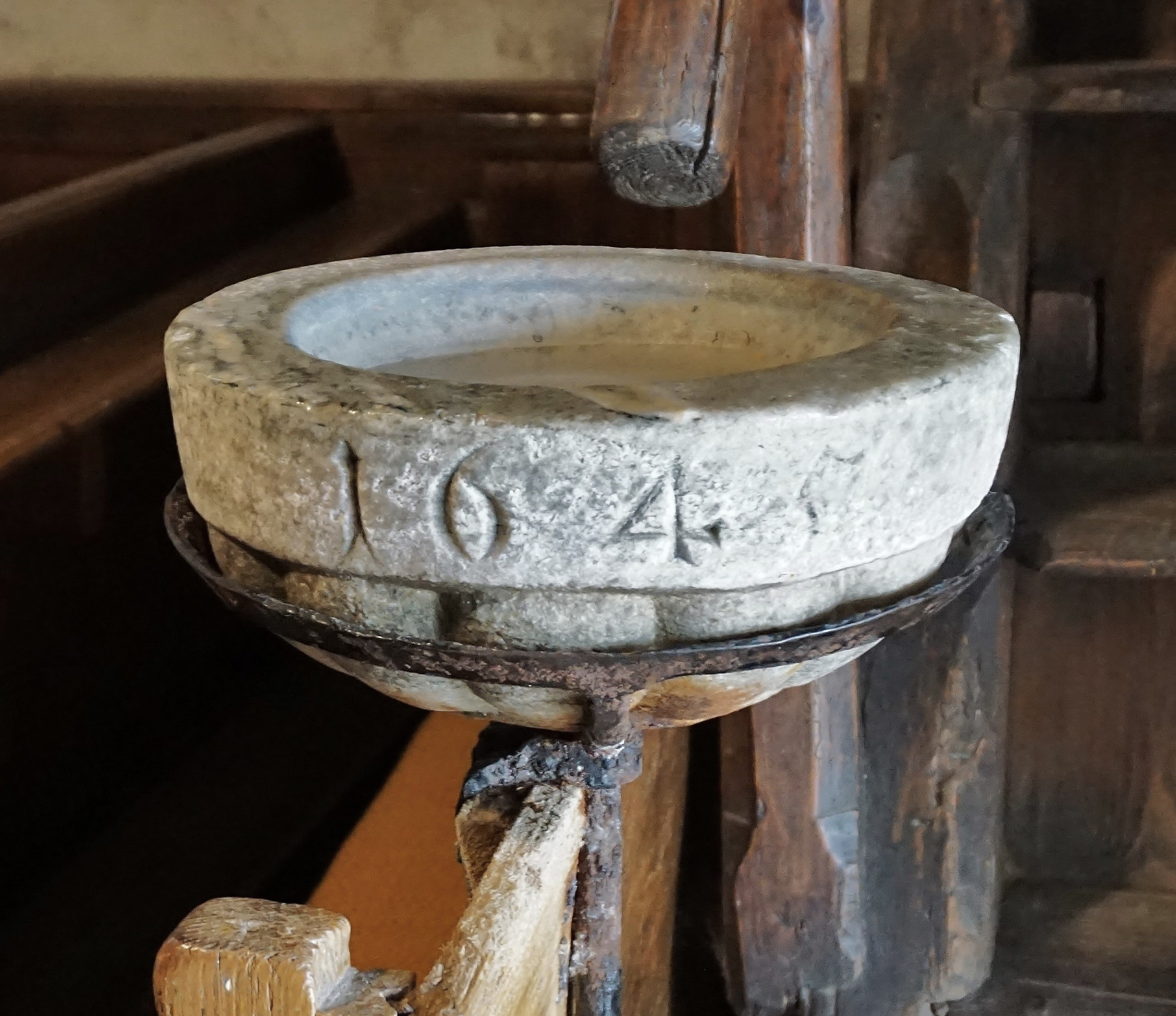
Weihwasserbecken von 1645